# Adamo Tadolini
Adamo Tadolini (Bologna, 21 december 1788 – Rome, 16 februari 1868) was een Italiaanse beeldhouwer.

## Leven en werk
Tadoloni bezocht de Accademia di Belle Arti di Bologna en verhuisde in 1814 naar Rome, waar hij een leerling werd van de beeldhouwer Antonio Canova. Hij trouwde in 1820 met Serafina Passamonti en werd in 1825 toegelaten tot de Accademia di San Luca. In 1830 weigerde hij een aanstelling als hoogleraar aan de Academie in Bologna.
Tot zijn neoclassicistische werken behoren onder meer een beeld van Paulus voor het Sint-Pietersplein, een beeld van Koning David (1857) voor de Zuil van de Onbevlekte Ontvangenis in Rome en een ruiterstandbeeld van Simón Bolívar in Lima (1859).
- Biblioteca Nacional de España: XX4937696
- Gemeinsame Normdatei: 122100603
- International Standard Name Identifier: 0000 0000 6633 3482
- Nationale Bibliotheek van Tsjechië: mzk2015873422
- RKD-Nederlands Instituut voor Kunstgeschiedenis: 357977
- Istituto Centrale per il Catalogo Unico: RMRV001539
- Système universitaire de documentation: 140601791
- Union List of Artist Names: 500112157
- Virtual International Authority File: 74726164
- WorldCat: E39PBJght4jf9g4Q63MQBGbGHC